# Pnickies
Pnickies est un jeu vidéo de puzzle développé par Capcom et Compile, édité par Capcom sur CP System et CP System II (prototype) en juin 1994,.